# Joseph Schlink
Valentin Joseph Schlink (* 18. Juli 1831 in Trier; † 14. August 1893 in Mülheim an der Ruhr) war ein deutscher Ingenieur und Eisenhüttenmann.

## Leben
Joseph Schlink, Sohn eines Juristen, studierte nach dem Besuch des Realgymnasiums in Köln 1848–1852 Chemie und Maschinenbau am Polytechnikum Karlsruhe. Dort schloss er sich dem Corps Franconia an. Anschließend arbeitete er als Ingenieur zunächst in der Königlichen Sayner Hüttenverwaltung und dann bei der Maschinenbau-Anstalt Kamp & Co. in Wetter (Ruhr), in der Hütte Deutsch-Holland in Hochfeld und in der Dortmunder Hütte.
1866 wurde Schlink Technischer Direktor der Friedrich Wilhelms-Hütte in Mülheim an der Ruhr. Im Mittelpunkt seiner Arbeit stand der Hochofenbau, um die Hütte zu einem der modernsten Werke auszubauen. Zwei Hochöfen wurden gebaut, die zu den leistungsfähigsten dieser Zeit gehörten. Seine Aufsatzreihe Über Gebläsemaschinen galt als Standardwerk. Während des Deutschen Krieges und des Deutsch-Französischen Krieges diente Schlink als Reserve- und Landwehroffizier.
Schlink gehörte zu den Gründern des Technischen Vereins für Eisenhüttenwesen (1860) sowie darauf des Vereins Deutscher Eisenhüttenleute (VDEh) (1880). Sogleich drängte er auf die Herausgabe der Vereinszeitschrift Stahl und Eisen. 1889 war er Initiator und Mitautor der Gemeinfaßlichen Darstellung des Eisenhüttenwesens, die immer wieder aufgelegt wurde. 1890 setzte er sich für die Gründung der Vereinigung rheinisch-westfälischer Maschinenbauanstalten ein, aus der 1892 der Verein deutscher Maschinenbau-Anstalten hervorging. Er gehörte auch dem Verein Deutscher Ingenieure (VDI) und dem VDI-Bezirksverein an der niederen Ruhr an.
Schlink war verheiratet, seine Frau starb aber 1871 bereits kurz nach der Eheschließung.